# 救小屋
救小屋（すくいごや）とは、江戸時代に地震・火災・洪水・飢饉などの天災の際に、被害にあった人々を救助するために、幕府や藩などが立てた公的な救済施設（小屋）のことである。御救小屋（おすくいこや）ともいう。

## 概要
地方の諸藩でも盛んに作られたが、地方から逃散した人々などが集まる江戸や大坂などの都市部では、特に大規模な収容施設となった。地方からの都市への流入者の増加は、犯罪の増加に直結することから、江戸市中では治安の維持を目的に町奉行所が管理していた。これら施設では宿泊施設のほか、米の支給や職の斡旋を行なわれた。